# Хлебовский, Лаврентий
Лаврентий Хлебовский (ум. после 1626) — польский поэт XVII века.
Биографических сведений о его жизни практически не сохранилось. Известно, что он происходил из мазовецких дворян, в 1607 году, возможно, был архиепископом в Ловичском замке (поскольку в этом году писал «с Ловича»), с 1608 года жил в Кракове. Даты рождения и смерти поэта не установлены.
В своих произведениях отзывался на все вопросы, волновавшие современное ему польское общество. Любимым его мотивом была война с турками. Согласно оценке ЭСБЕ, «самостоятельностью взглядов и оригинальностью стиля он не отличается». Его творческое наследие составляют порядка 20 поэтических сочинений, некоторые из которых являются плагиатом с произведений других поэтов.
Главные работы: «Trąbapobudki ziemie perskiej do wszystkich narodów chrześciańskich przeciwko Mahometanom» (Краков, 1608); «Historya i wywód narodu cesarzów tureckich i walka ich z chrześciany» (1609; то же самое под заглавием: «Chronologia о wywodzie naroda cesarzów tureckich», 1619); «Królów i cesarzów tureckieh dzieła albo sprawy» (1612); «Tryumf radosny wszystkich obywatelów z sławnego zwycięstwa Zygmunta III» (1612); «Żywot i męczeństwo Stanicława Sw., biskupa krakowskiego» (1626) и так далее. Последнее из названных сочинений предоставляет собой рифмованную хронику, в которой рассказывается история св. Станислава по позднейшим (на тот момент) преданиям. После 1626 года имя Хлебовского в источниках не встречается.